# Galette de Pérouges
La galette au sucre de Pérouges est un type de tarte au sucre constituant une spécialité culinaire de la cité médiévale de Pérouges, dans le département de l'Ain, en France. Remontant au moins à 1912, elle fait l'objet d'une marque déposée.

## Dénominations
On la connaît également sous le nom de « tarte au sucre de Pérouges » et plus rarement sous celui de « tarte pérougienne, » ou encore « galette pérougienne,, ».

## Histoire

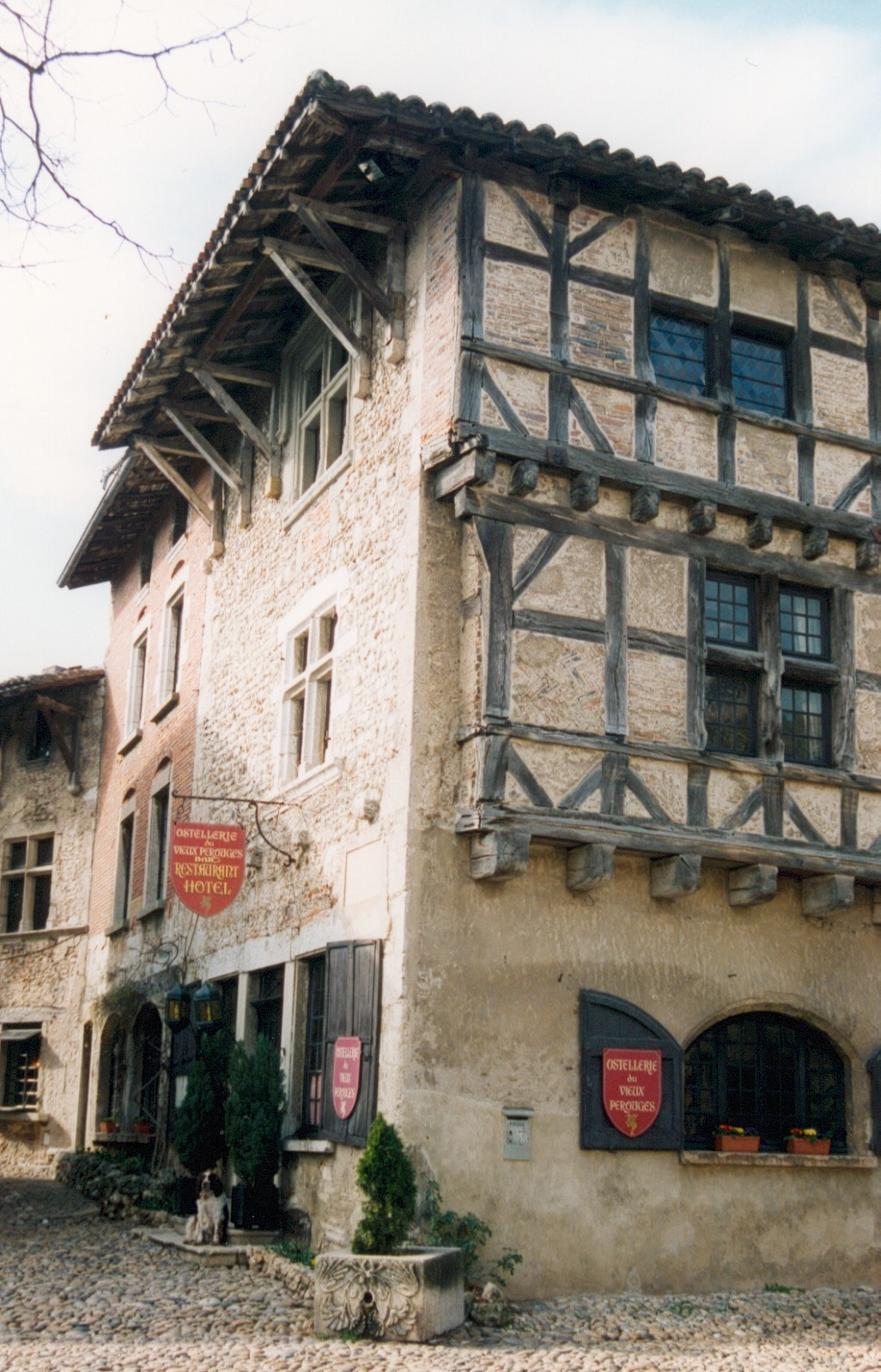
L'hostellerie du Vieux Pérouges.

Marie-Louise Thibaut et son mari reprennent l'hostellerie du Vieux Pérouges en 1912. Elle reprend alors une ancienne recette locale et l'adapte, créant ainsi la galette au sucre de Pérouges,. Cette préparation était à l'origine préparée exclusivement lors des vendredis maigres. On situe en général l'invention de cette tarte à l'année 1912.
En 2016, cinq artisans de la cité médiévale préparent cette spécialité pâtissière.
En 2016 toujours, il s'en vend 5 000 unités par an à un prix indicatif de 1,20 à 1,50 euro la part, et de 6,50 à 18 euros la tarte selon la taille.

## Composition

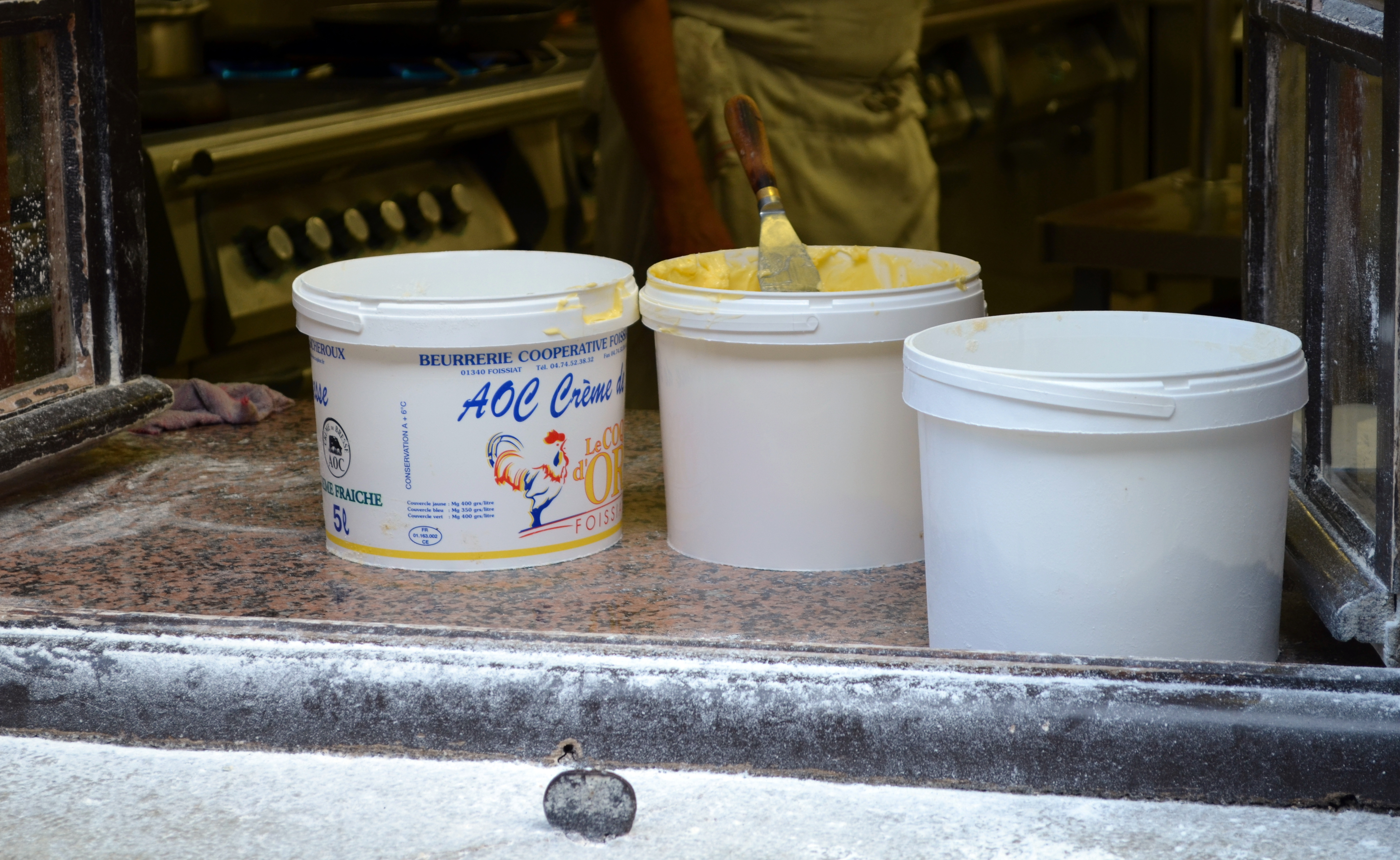
L'AOC crème et beurre de Bresse utilisée dans la préparation de la galette.

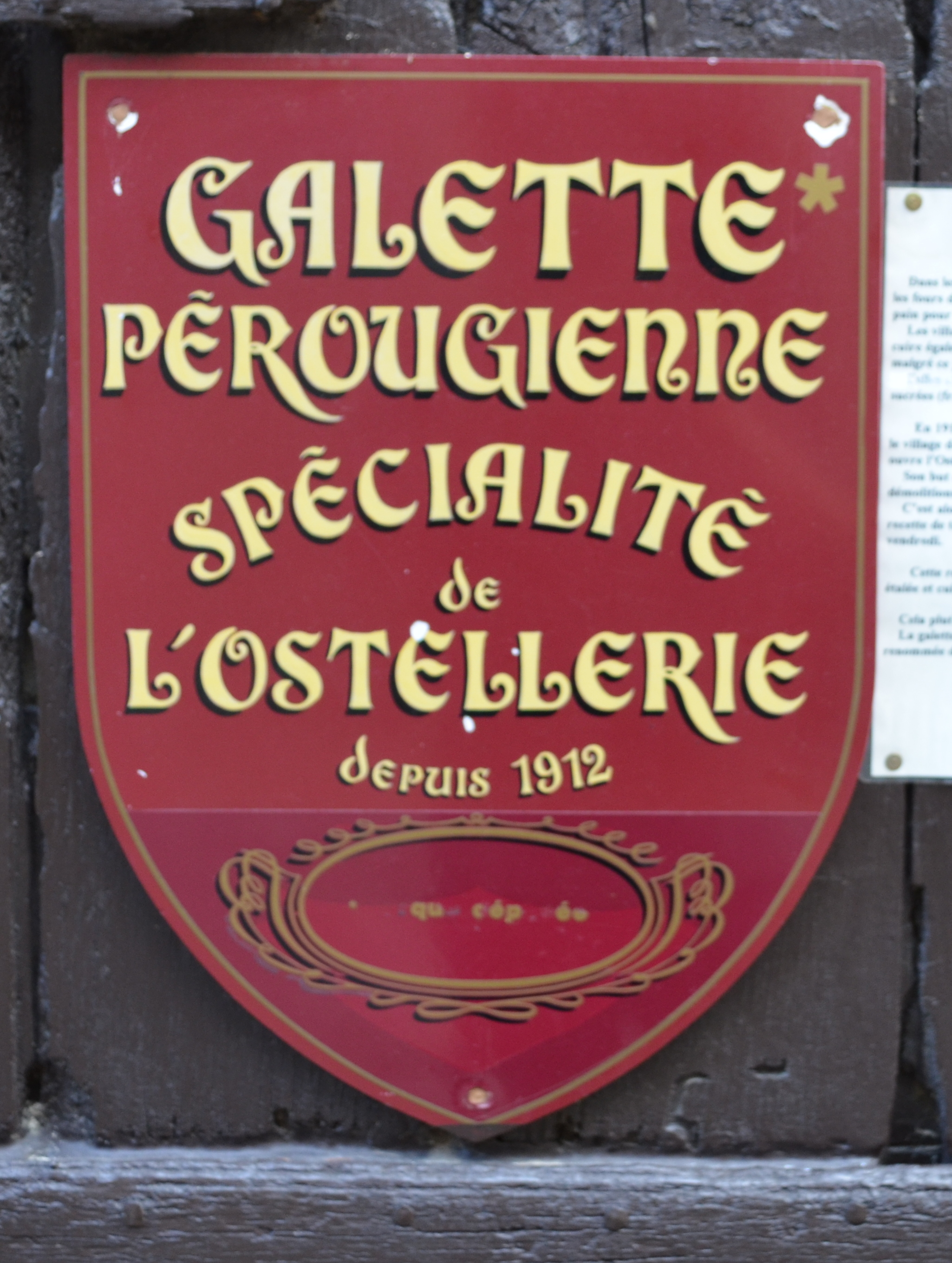
Inscription mentionnant la galette de Pérouges.

La galette au sucre de Pérouges est fabriquée à base de pâte levée parfumée au citron, sur laquelle on dispose une préparation à base de beurre (ou de crème) et de sucre.

## Référence littéraire
Éric-Emmanuel Schmitt évoque la tarte au sucre de Pérouges dans La Vengeance du pardon.